# Hippurarctia bergeri
Hippurarctia bergeri là một loài bướm đêm thuộc phân họ Arctiinae, họ Erebidae.